# ثاديوس أوسوليفان
ثاديوس أوسوليفان (بالإنجليزية: Thaddeus O'Sullivan)‏ هو مصور سينمائي وكاتب سيناريو ومخرج أيرلندي، ولد في 2 مايو 1947 في دبلن في جمهورية أيرلندا.

## وصلات خارجية
- ثاديوس أوسوليفان على موقع IMDb (الإنجليزية)
- ثاديوس أوسوليفان على موقع ألو سيني (الفرنسية)
- ثاديوس أوسوليفان على موقع أول موفي (الإنجليزية)
- ثاديوس أوسوليفان على موقع قاعدة بيانات الأفلام السويدية (السويدية)
- ثاديوس أوسوليفان على موقع قاعدة بيانات الفيلم (الإنجليزية)
- ثاديوس أوسوليفان على موقع كينوبويسك (الروسية)